# Anna Lena Lindberg
Anna Lena Cecilia Lindberg, född 19 augusti 1939, är en svensk konstvetare. 
Lindberg, som är docent i konstvetenskap, har varit betydelsefull för den feministiska forskningen inom konstvetenskapen. Tillsammans med Barbro Werkmäster publicerade hon 1975 Kvinnor som konstnärer och har sedan dess bidragit till att etablera genusforskningen som teoretisk strömning inom konsthistorieämnet. Lindberg var också 1980 medlem i den första redaktionen för Kvinnovetenskaplig Tidskrift, sedan 2007 Tidskrift för genusvetenskap. Hon redigerade 1995 antologin Konst, kön och blick som använts på kurser i feministisk konsthistoria vid svenska akademiska utbildningar. Det gäller även den av henne redigerade Den maskulina mystiken. Konst, kön och modernitet från 2002.
Hennes doktorsavhandling Konstpedagogikens dilemma från 1988 fick stor betydelse för konstpedagogiken. Lindberg höll under 1990-talet terminslånga kurser i konstpedagogik vid Lunds universitet, vilket är den längsta sammanhållna utbildningen i ämnet i Sverige. I En mamsell i Akademien. Ulrica Fredrica Pasch och 1700-talets konstvärld visar Lindberg vilka könspräglade villkor kvinnliga konstnärer arbetade utifrån i 1700-talets Sverige.